# 戴寧 (台灣)
戴寧（1982年2月23日—）是中華民國嘉義市出身的女性政治人物，曾任嘉義市議員，曾參加2020年中華民國立法委員選舉、嘉速前進無黨聯盟總召，曾參選2020年嘉義市立法委員選舉區失利。父親戴建三為前嘉義市議員並連任六屆，母親賴惠勉為退休教師。

## 政治生涯

### 嘉義市議員
戴寧大學畢業後在台北投資公司，後在其父說服下回嘉義參選市議員。戴寧自述，他在當選後由父親做主。而2022年他被羈押後，他的家人替其登記參選並當選。

## 選舉紀錄
| 年度 | 選舉屆數               | 選舉區               | 所屬政黨 | 得票數 | 得票率 | 當選標記 | 備註 |
| ---- | ---------------------- | -------------------- | -------- | ------ | ------ | -------- | ---- |
| 2009 | 第八屆嘉義市議員選舉   | 嘉義市第一選舉區     | 無黨籍   | 3,849  | 6.19%  |          |      |
| 2014 | 第九屆嘉義市議員選舉   | 嘉義市第一選舉區     | 無黨籍   | 5,023  | 7.80%  |          |      |
| 2018 | 第十屆嘉義市議員選舉   | 嘉義市第一選舉區     | 無黨籍   | 4,419  | 7.09%  |          |      |
| 2020 | 第十屆立法委員選舉     | 嘉義市立法委員選舉區 | 無黨籍   | 14,000 | 8.75%  |          |      |
| 2022 | 第十一屆嘉義市議員選舉 | 嘉義市第一選舉區     | 無黨籍   | 3,382  | 6.70%  |          |      |

## 爭議

### 詐領助理費
2022年3月9日，戴寧因涉及詐領助理費案遭檢調搜索。嘉義地檢署認為戴寧自2012年6月起，於擔任議員期間與曾姓、戴姓及許姓助理等3人，共同以虛報親友人頭及以少報多之方式，不實申報請領公費助理補助費逾5百萬元，涉有貪汙治罪條例利用職務上機會詐領財物及刑法使公務員登載不實文書等罪嫌，犯罪嫌疑重大，其中戴寧有勾串共犯、證人之虞向法院聲請羈押禁見，同月13日，戴寧遭嘉義地院裁定羈押禁見。
5月11日，戴寧遭控詐助理費518萬，推諉給亡父態度惡劣，故檢方起訴重刑24年。9月19日，檢方已將所有證人詰問完畢，認為戴寧已無串證之虞，法院也認為無羈押必要，最終獲80萬元交保，並限制居住及出境。
2023年7月26日，法院一審判決結果，戴寧遭處有期徒刑10年6個月，褫奪公權5年。二審時戴寧認罪並願意繳回不法所得，減刑改判5年6月、褫奪公權4年，但戴寧仍上訴。最高法院駁回其上訴而定讞，戴寧於2025年8月19日發監台中女子監獄執行，議員一職也予以解職。

## 外部連結
- 戴寧官網．好城好政 （页面存档备份，存于）
- 戴寧臉書粉絲專頁
- 戴寧line@ （页面存档备份，存于）
- 戴寧Instagram
- 戴寧Youtube （页面存档备份，存于）